# Nicolai Johansson
Nicolai Johansson (* 14. August 1989 in Weingarten) ist ein deutscher Eishockeytorwart, der seit 2011 in der Bayernliga für die Lindau Islanders spielt.

## Karriere
Nicolai Johansson begann mit dem Eishockeyspiel beim EV Ravensburg im Jahr 1993. Ehe er im Senioren-Eishockey Fuß fassen konnte, spielte er in seiner Jugend-/Juniorenzeit in diversen Teams. Im Alter von 17 Jahren bestritt er drei Spiele Für die 1. Mannschaft des IF Björklöven. Mit 19 Jahren spielte er dann wieder in seinem Heimatverein EV Ravensburg und gab für dessen Profimannschaft Ravensburg Towerstars am 2. Januar 2011 beim 3:1-Auswärtssieg beim ETC Crimmitschau sein Debüt in der 2. Bundesliga. In derselben Saison gewannen die Towerstars den Meistertitel der 2. Bundesliga. In der Spielzeit 2011/2012 wechselte er zum EV Lindau aus der Bayerischen Eishockeyliga.

## Erfolge und Auszeichnungen
- 2011 Meister der 2. Eishockey-Bundesliga mit Ravensburg Towerstars
- 2015 Meister der Bayernliga mit dem EV Lindau